# Звеньевое
Звеньевое — посёлок в Гвардейском городском округе Калининградской области. До 2014 года входил в состав Славинского сельского поселения.

## История
В 1946 году Попенен был переименован в посёлок Звеньевое. 
До 1945 года в Попенене располагалась дворянская усадьба. Имение Айхен (нем. Eichen) впервые упоминается в 1428 году.

## Население
| 2002 | 2010 |
| ---- | ---- |
| 41   | ↘39  |

В 1910 году население Попенена составляло 85 жителей.